# Kakachaca
Kakachaca (auch: Kaka Chaca oder Qaqachaca) ist eine Ortschaft im Departamento Oruro im Hochland des südamerikanischen Andenstaates Bolivien.

## Lage im Nahraum
Kakachaca ist zentraler Ort des Vicecantón Kakachaca im Municipio Challapata in der Provinz Eduardo Avaroa. Die Ortschaft liegt auf einer Höhe von 3817 m in einem verkehrsfernen Bereich im südlichen Teil der Cordillera Azanaques.

## Geographie
Kakachaca liegt am östlichen Rand des bolivianischen Altiplano in der Gebirgskette der Cordillera Central. Das Klima der Region ist ein typisches Tageszeitenklima, bei dem die täglichen Temperaturschwankungen deutlicher ausfallen als die mittleren jahreszeitlichen Schwankungen.
Die Jahresdurchschnittstemperatur der Region liegt bei 8–9 °C (siehe Klimadiagramm Challapata) und schwankt zwischen 4 °C im Juni und Juli und 11 °C im Dezember. Der Jahresniederschlag beträgt knapp 350 mm, bei einer ausgeprägten Trockenzeit von April bis Oktober mit Monatsniederschlägen unter 15 mm, und nennenswerten Niederschlägen nur von Dezember bis März mit 60 bis 80 mm Monatsniederschlag.

## Verkehrsnetz
Kakachaca liegt in einer Entfernung von 180 Straßenkilometern südöstlich von Oruro, der Hauptstadt des gleichnamigen Departamentos.
Von Oruro führt die asphaltierte Nationalstraße Ruta 1 in südlicher Richtung 116 Kilometer bis Challapata, wo nach Süden die Ruta 30 nach Uyuni abzweigt. Von Challapata aus führt die Ruta 1 zwölf Kilometer nach Nordosten bis Ancacato und von dort weiter über Cruce Culta nach Potosí und von dort nach Tarija nahe der argentinischen Grenze.
Zweiundzwanzig Kilometer südöstlich von Ancacato zweigt direkt hinter Andamarca Crucero in nordöstlicher Richtung eine unbefestigte Landstraße ab, die als Ruta 32 projektiert ist und weiter nach Pocoata an der Ruta 6 führen soll. Nach sechsundzwanzig Kilometern auf dieser Ruta 32 knapp nördlich der Ortschaft Vintuta zweigt eine Landstraße nach Nordwesten ab und erreicht Kakachaka nach weiteren vier Kilometern.

## Bevölkerung
Die Einwohnerzahl der Ortschaft ist allein im vergangenen Jahrzehnt auf mehr als das Doppelte angestiegen:
| Jahr | Einwohner         | Quelle       |
| ---- | ----------------- | ------------ |
| 1992 | keine Detaildaten | Volkszählung |
| 2001 | 178               | Volkszählung |
| 2012 | 432               | Volkszählung |
| 2024 |                   | Volkszählung |

Die Region weist einen hohen Anteil an Quechua-Bevölkerung auf, im Municipio Challapata sprechen 59,2 Prozent der Bevölkerung Quechua.

## Im Ort geboren
- Elvira Espejo Ayca (* 1981), bolivianische Weberin, Textilkünstlerin, Kunstwissenschaftlerin, Dichterin, Essayistin und Musikerin